# 沖縄アミークスインターナショナル幼稚園・小学校・中学校
沖縄アミークスインターナショナル幼稚園・小学校・中学校（おきなわアミークスインターナショナルようちえん・しょうがっこう・ちゅうがっこう）は、沖縄県うるま市に所在し、幼小中一貫教育を提供し、英語で学ぶ幼稚園・小学校・中学校。中学校においては原則として生徒を募集しない完全小中一貫校。

## 概要

### 教育理念
沖縄アミークスインターナショナル幼稚園・小学校・中学校では、「自分で考え、学び、行動し、自分の将来を自分で切り開く『自立した子ども』を育てる」ことを教育理念としている。

### 沿革
- 2008年7月25日 - 沖縄県知事、うるま市長及び旺文社社長との間で学校設立に関する覚書を調印
- 2008年11月11日 - 財団法人沖縄国際学園設立準備財団が設立
- 2010年5月 - プレスクール開校
- 2011年4月1日 - 沖縄アミークスインターナショナル幼稚園・小学校開校
- 2014年3月10日 - 沖縄県私立学校審議会により、沖縄アミークスインターナショナル中学校の設置認可が適当である旨の答申を受けた
- 2014年4月1日 - 沖縄アミークスインターナショナル中学校開校

### 制服
沖縄アミークスインターナショナル幼稚園・小学校・中学校のすべての校種に制服が導入されている。

### 施設
沖縄アミークスインターナショナル幼稚園・小学校・中学校の校舎の正面には図書館があり、図書館はラウンジとともにメディアセンターの中に設けられている。クラスルーム（普通教室）は、コース単位ではなく、学年単位でまとめられている。

### 幼小中一貫教育
沖縄アミークスインターナショナル幼稚園・小学校・中学校では、従来の「1-6-3」制にとらわれずに、幼稚園の年中組（4歳保育）から中学校第3学年までの11年間を1つのスパンに捉えた教育を行っている。小中一貫教育を実施しているものの、4・3・2制や5・4制は採用していない。
小学校第1学年から音楽の授業を、小学校第3学年から理科の授業を、それぞれ専科教員が担当する。

### 教育課程の類型
国語以外のほぼすべての教科をイマージョン教育として英語で実施されている。
2016年度入学までは沖縄アミークスインターナショナル小学校からは、英語で学習する次の2つのコースが設置されていた。
- イマージョンコース - 英語を母語としない日本人の子どもたちが対象、1学年あたり定員60人
- インターナショナルコース - 英語能力を有する外国人の子どもたち及び帰国生が対象、1学年あたり定員30人

## 年齢別学校

### 幼稚園
沖縄アミークスインターナショナル幼稚園は、年中組（4歳保育）・年長組（5歳保育）の2年制であり、年少組（3歳保育）は存在しない。幼稚園では日本人教員とネイティブの教員が在籍している。

### 小学校
沖縄アミークスインターナショナル小学校では英語で授業を行うが、国語及び社会の授業は日本語で行う。教材は日本語の教科書の英訳版及び英語で書かれた海外の教科書を使用する。道徳は哲学として位置づけられるとともに、スポーツ、美術、音楽などの課外活動を重視している。

### 中学校
沖縄アミークスインターナショナル中学校の学級編成は小学校と同じである。

#### 中学校卒業後の進路
沖縄アミークスインターナショナルには高等学校がなく、卒業後の進路としては「日本の高校に進む」「海外の高校に進む」「海外で仕事を選ぶ」「日本で仕事を選ぶ」の4つを、将来を開く「4つの出口」と位置づけている。

## 課外活動
沖縄アミークスインターナショナル幼稚園・小学校には、学童クラブ（小学校の第1学年から第6学年までの児童を対象とした学童保育）、様々なキッズクラブが開設されている。
- キッズクラブ - 陶芸クラブ、絵画クラブ、染色クラブ、馬術クラブ、空手クラブ、サッカークラブ、音楽クラブ、プログラミングクラブ、韓国語クラブ

## 学習環境

### 交通アクセス
沖縄アミークスインターナショナル幼稚園・小学校・中学校への交通アクセスは次の通りであり、スクールバスも用意されている。
- 琉球バス交通の75番（石川北谷線）及び123番（石川空港線）並びに沖縄バス77番（名護東線） - いずみの病院バス停留所から徒歩10分
- 沖縄自動車道の沖縄北インターチェンジ及び石川インターチェンジが最寄りの高速道路のインターチェンジ

### 海外提携校
沖縄アミークスインターナショナル幼稚園・小学校・中学校では次に掲げる海外の学校と提携している。
- Eltham College of Education（オーストラリアビクトリア州メルボルンの1年制幼稚園・小学校・中等教育学校）
- Fieldstone School（カナダ・トロント市の幼稚園・小学校・中等教育学校）
- Ojai Valley School（アメリカ合衆国・ロサンゼルスの幼稚園・小学校・中等教育学校）